# Copa del Mundo de ciclismo en pista de 2000
La Copa del Mundo de ciclismo en pista de 2000 es la 8.º edición de la Copa del Mundo de ciclismo en pista. Se celebra del 19 de mayo al 13 de agosto de 2000 con la disputa de cinco pruebas.

## Pruebas
| Fecha                   | Lugar            |
| ----------------------- | ---------------- |
| 19-21 de mayo de 2000   | Moscú            |
| 26-28 de mayo de 2000   | Cali             |
| 16-18 de junio de 2000  | Ciudad de México |
| 14-16 de julio de 2000  | Turín            |
| 11-13 de agosto de 2000 | Ipoh             |

## Resultados

### Masculinos
| Evento                  | Ganador                                                         | Segundo                                                                    | Tercero                                                        |
| Moscú                   | Moscú                                                           | Moscú                                                                      | Moscú                                                          |
| ----------------------- | --------------------------------------------------------------- | -------------------------------------------------------------------------- | -------------------------------------------------------------- |
| Keirin                  | Jan van Eijden                                                  | Pavel Buráň                                                                | Ainārs Ķiksis                                                  |
| Km. contrarreloj        | Hervé Robert Thuet                                              | José Antonio Escuredo                                                      | Jason Queally                                                  |
| Velocidad               | Laurent Gané                                                    | Roberto Chiappa                                                            | Jan van Eijden                                                 |
| Velocidad por equipos   | Salvador Meliá José Antonio Villanueva José Antonio Escuredo    | Chris Hoy Jason Queally Craig MacLean                                      | Ivo Lakučs Ainārs Ķiksis Viesturs Bērziņš                      |
| Persecución             | Jens Lehmann                                                    | Francis Moreau                                                             | Alekséi Márkov                                                 |
| Persecución por equipos | Denis Smyslov Vladimir Karpets Edouard Gritsoun Alekséi Márkov  | Jens Lehmann Christian Bach Sébastian Siedler Andreas Müller               | Damien Pommereau Cyril Bos Philippe Ermenault Francis Moreau   |
| Puntuación              | Lubor Tesař                                                     | Franz Stocher                                                              | Joan Llaneras                                                  |
| Madison                 | Jacob Filipowicz Jimmy Hansen                                   | Franz Stocher Roland Garber                                                | Matthew Gilmore Frank Corvers                                  |
| Cali                    |                                                                 |                                                                            |                                                                |
| Keirin                  | Ivan Vrba                                                       | Darryn Hill                                                                | Roberto Chiappa                                                |
| Km. contrarreloj        | Arnaud Duble                                                    | Shane Kelly                                                                | Garen Bloch                                                    |
| Velocidad               | Marty Nothstein                                                 | Vincent Le Quellec                                                         | Florian Rousseau                                               |
| Velocidad por equipos   | Salvador Meliá José Antonio Villanueva José Antonio Escuredo    | Arnaud Duble Vincent Le Quellec Florian Rousseau                           | George Chimonetos Dimitris Georgalis Labros Vassilopoulos      |
| Persecución             | Dylan Casey                                                     | Gary Anderson                                                              | Robert Slippens                                                |
| Persecución per equipos | Timothy Carswell Gregory Henderson Lee Vertongen Gary Anderson  | Graeme Brown Brent Dawson Ashley Hutchinson Stephen Wooldridge             | Dylan Casey Derek Bouchard-Hall Erin Hartwell Thomas Mulkey    |
| Puntuación              | Marlon Pérez                                                    | Franz Stocher                                                              | Glen Thompson                                                  |
| Madison                 | Ashley Hutchinson Graeme Brown                                  | Timothy Carswell Glen Thompson                                             | Werner Riebenbauer Franz Stocher                               |
| Ciudad de México        |                                                                 |                                                                            |                                                                |
| Keirin                  | Roberto Chiappa                                                 | Eyk Pokorny                                                                | Jobie Dajka                                                    |
| Km. contrarreloj        | Arnaud Tournant                                                 | Ben Kersten                                                                | Grzegorz Krejner                                               |
| Velocidad               | Eyk Pokorny                                                     | Mickaël Bourgain                                                           | Viesturs Bērziņš                                               |
| Velocidad por equipos   | Arnaud Duble Arnaud Tournant Mickaël Bourgain                   | Carsten Bergemann Eyk Pokorny Matthias John                                | Ivo Lakučs Ainārs Ķiksis Viesturs Bērziņš                      |
| Persecución             | Stefan Steinweg                                                 | Andrea Collinelli                                                          | Philippe Ermenault                                             |
| Persecución por equipos | Mario Benetton Andrea Collinelli Mauro Trentini Ivan Quaranta   | John den Braber Jens Mouris Robert Slippens Wilco Zuijderwijk              | Franck Perque Fabien Merciris Philippe Ermenault Julien Tejada |
| Puntuación              | Matthew Gilmore                                                 | Wilco Zuijderwijk                                                          | Adriano Baffi                                                  |
| Madison                 | Isaac Gálvez Joan Llaneras                                      | Adriano Baffi Marco Villa                                                  | Kurt Betschart Bruno Risi                                      |
| Turín                   |                                                                 |                                                                            |                                                                |
| Keirin                  | Ainārs Ķiksis                                                   | José Antonio Villanueva                                                    | Mickaël Bourgain                                               |
| Km. contrarreloj        | Stefan Nimke                                                    | Grzegorz Krejner                                                           | Andriy Vynokourov                                              |
| Velocidad               | Ainārs Ķiksis                                                   | Matthias John                                                              | Viesturs Bērziņš                                               |
| Velocidad por equipos   | Grzegorz Krejner Konrad Czajkowski Marcin Mientki               | Stefan Nimke René Wolff Matthias John                                      | Chris Hoy Jason Queally Neil Campbell                          |
| Persecución             | Sergiy Matveyev                                                 | Mauro Trentini                                                             | Robert Karśnicki                                               |
| Persecución por equipos | Adler Capelli Andrea Collinelli Mauro Trentini Cristiano Citton | Alexandre Simonenko Sergiy Matveyev Lyubomyr Polatayko Olexander Fedenko   | Paul Manning Bryan Steel Chris Newton Bradley Wiggins          |
| Puntuación              | Cho Ho-sung                                                     | Edouard Gritsoun                                                           | Marlon Pérez                                                   |
| Madison                 | Martin Liška Jozef Žabka                                        | Silvio Martinello Marco Villa                                              | Matthew Gilmore Etienne De Wilde                               |
| Ipoh                    |                                                                 |                                                                            |                                                                |
| Keirin                  | No disputado                                                    |                                                                            |                                                                |
| Km. contrarreloj        | Arnaud Duble                                                    | Teun Mulder                                                                | Matthew Sinton                                                 |
| Velocidad               | Mickaël Bourgain                                                | Matthias John                                                              | Anthony Peden                                                  |
| Velocidad por equipos   | Arnaud Duble Jérôme Hubschwerlin Mickaël Bourgain               | Takahiro Arai Akihiro Isezaki Umezaku Sano                                 | Timothy Carswell Anthony Peden Matthew Sinton                  |
| Persecución             | Ondřej Sosenka                                                  | Robert Karśnicki                                                           | Gary Anderson                                                  |
| Persecución por equipos | Brendon Cameron Gregory Henderson Lee Vertongen Gary Anderson   | Grzegorz Mroziński Robert Karśnicki Sebastian Jezierski Szymon Kurdynowsky | Amir Zargari Moussa Arbati Alireza Haghi Abbas Saeidi Tanha    |
| Puntuación              | Glen Thompson                                                   | Jukka Heinikainen                                                          | Colby Pearce                                                   |
| Madison                 | No disputado                                                    |                                                                            |                                                                |

### Femeninos
| Evento              | Ganadora                      | Segunda            | Tercera                 |
| Moscú               | Moscú                         | Moscú              | Moscú                   |
| ------------------- | ----------------------------- | ------------------ | ----------------------- |
| 500 m. contrarreloj | Jiang Cuihua                  | Félicia Ballanger  | Svetlana Grankovskaya   |
| Velocidad           | Svetlana Grankovskaya         | Félicia Ballanger  | Natallia Markovnichenko |
| Persecución         | Leontien Zijlaard-van Moorsel | Marion Clignet     | Elena Tchalykh          |
| Puntuación          | Elena Tchalykh                | Marion Clignet     | Antonella Bellutti      |
| Cali                |                               |                    |                         |
| 500 m. contrarreloj | Lyndelle Higginson            | Céline Nivert      | Nancy Contreras         |
| Velocidad           | Lyndelle Higginson            | Tanya Lindenmuth   | Lori-Ann Muenzer        |
| Persecución         | Sarah Ulmer                   | Antonella Bellutti | Alayna Burns            |
| Puntuación          | Alayna Burns                  | Antonella Bellutti | Mandy Poitras           |
| Ciudad de México    |                               |                    |                         |
| 500 m. contrarreloj | Nancy Contreras               | Lyndelle Higginson | Ulrike Weichelt         |
| Velocidad           | Lyndelle Higginson            | Tanya Lindenmuth   | Jennie Reed             |
| Persecución         | Antonella Bellutti            | Kathryn Watt       | Anouska van der Zee     |
| Puntuación          | Anouska van der Zee           | Belem Guerrero     | Megan Troxell           |
| Turín               |                               |                    |                         |
| 500 m. contrarreloj | Félicia Ballanger             | Wang Yan           | Katrin Meinke           |
| Velocidad           | Félicia Ballanger             | Oksana Grishina    | Natallia Markovnichenko |
| Persecución         | Marion Clignet                | Sarah Ulmer        | Olga Slyusareva         |
| Puntuación          | Olga Slyusareva               | Antonella Bellutti | Teodora Ruano           |
| Ipoh                |                               |                    |                         |
| 500 m. contrarreloj | Katrin Meinke                 | Céline Nivert      | Szilvia Szabolcsi       |
| Velocidad           | Katrin Meinke                 | Szilvia Szabolcsi  | Lu Yi Wen               |
| Persecución         | Zhao Haijuan                  | Frances Newstead   | Nadejda Vlassova        |
| Puntuación          | Frances Newstead              | Rochelle Gilmore   | Nadejda Vlassova        |

## = Países
| Rang | País/Equip     | Moscou | Cali | C. Mèxic | Torí | Ipoh | Total |
| ---- | -------------- | ------ | ---- | -------- | ---- | ---- | ----- |
| 1    | Francia        | 101    | -    | -        | 68   | 60   | 365   |
| 2    | Italia         | 43     | -    | -        | 71   | 31   | 277   |
| 3    | Alemania       | 62     | -    | -        | 65   | 45   | 250   |
| 4    | Australia      | 5      | -    | -        | 7    | 10   | 225   |
| 5    | Estados Unidos | 16     | -    | -        | 4    | 14   | 180   |
| 6    | Rusia          | 84     | -    | -        | 60   | 24   | 168   |
| 7    | Nueva Zelanda  | 0      | -    | -        | 18   | 65   | 159   |
| 8    | Países Bajos   | 19     | -    | -        | 30   | 10   | 138   |
| 9    | España         | 44     | -    | -        | 28   | 0    | 125   |
| 10   | Reino Unido    | 32     | -    | -        | 39   | 36   | 122   |

### Masculinos
| Pos. | Ciclista         | Mos | Cal | Mex | Tor | Ipo | Pts |
| 1.   | Roberto Chiappa  | 6   | 8   | 12  | -   | -   | 26  |
| 2.   | Ainārs Ķiksis    | 8   | -   | -   | 12  | -   | 20  |
| 3.   | Mickaël Bourgain | 3   | -   | 5   | 8   | -   | 16  |
| 4.   | Pavel Buráň      | 10  | -   | -   | 5   | -   | 15  |
| 5.   | Jan van Eijden   | 12  | -   | -   | -   | -   | 12  |
| -    | Ivan Vrba        | -   | 12  | -   | -   | -   | 12  |

| Pos. | Ciclista           | Mos | Cal | Mex | 'Tor | Ipo | Pts |
| 1.   | Arnaud Duble       | -   | 12  | -   | -    | 12  | 24  |
| 2.   | Grzegorz Krejner   | 6   | -   | 8   | 10   | -   | 24  |
| 3.   | Teun Mulder        | 5   | -   | 5   | -    | 10  | 20  |
| 4.   | Matthew Sinton     | -   | 6   | -   | -    | 8   | 14  |
| 5.   | Stefan Nimke       | -   | -   | -   | 12   | -   | 12  |
| -    | Hervé Robert Thuet | 12  | -   | -   | -    | -   | 12  |
| -    | Arnaud Tournant    | -   | -   | 12  | -    | -   | 12  |

| Pos. | Ciclista         | Mos | Cal | Mex | 'Tor | Ipo | Pts |
| 1.   | Mickaël Bourgain | 5   | -   | 10  | 4    | 12  | 31  |
| 2.   | Matthias John    | -   | -   | 3   | 10   | 10  | 23  |
| 3.   | Viesturs Bērziņš | 6   | -   | 8   | 8    | -   | 22  |
| 4.   | Eyk Pokorny      | -   | -   | 12  | -    | 7   | 19  |
| 5.   | Ainārs Ķiksis    | 1   | -   | 6   | 12   | -   | 19  |

| Pos. | Ciclista           | Mos | Cal | Mex | 'Tor | Ipo | Pts |
| 1.   | Robert Karśnicki   | 3   | -   | -   | 8    | 10  | 21  |
| 2.   | Ondřej Sosenka     | 7   | -   | -   | -    | 12  | 19  |
| 3.   | Gary John Anderson | -   | 10  | -   | -    | 8   | 18  |
| 4.   | Michele Canevarolo | 6   | 7   | -   | -    | 5   | 18  |
| 5.   | Franco Marvulli    | 5   | -   | 6   | 2    | -   | 13  |

| Pos. | Equip    | Mos | Cal | Mex | 'Tor | Ipo | Pts |
| 1.   | Francia  | 4   | 10  | 12  | -    | 12  | 38  |
| 2.   | España   | 12  | 12  | -   | -    | -   | 24  |
| 3.   | Japón    | 7   | 2   | -   | 2    | 10  | 21  |
| 4.   | Letonia  | 8   | -   | 8   | 5    | -   | 21  |
| 5.   | Alemania | -   | -   | 10  | 10   | -   | 20  |

| Pos. | Equip         | Mos | Cal | Mex | 'Tor | Ipo | Pts |
| 1.   | Italia        | 2   | 7   | 10  | 12   | -   | 31  |
| 2.   | Nueva Zelanda | -   | 12  | -   | -    | 12  | 24  |
| 3.   | Francia       | 8   | -   | 7   | 7    | -   | 22  |
| 4.   | Ucrania       | 7   | -   | -   | 10   | -   | 17  |
| 5.   | Polonia       | 6   | -   | -   | 1    | 10  | 17  |

| Pos. | Ciclista        | Mos | Cal | Mex | 'Tor | Ipo | Pts |
| 1.   | Marlon Pérez    | -   | 12  | -   | 8    | -   | 20  |
| -    | Glen Thompson   | -   | 8   | -   | -    | 12  | 20  |
| 3.   | Franz Stocher   | 10  | 10  | -   | -    | -   | 20  |
| 4.   | Cho Ho-sung     | 7   | -   | -   | 12   | -   | 19  |
| 5.   | Matthew Gilmore | 2   | -   | 12  | 3    | -   | 17  |

| Pos. | Ciclista   | Mos | Cal | Mex | 'Tor | Ipo | Pts |
| 1.   | Italia     | -   | 4   | 10  | 10   | -   | 24  |
| 2.   | Austria    | 10  | 8   | -   | 6    | -   | 24  |
| 3.   | Bélgica    | 8   | -   | 7   | 8    | -   | 23  |
| 4.   | Eslovaquia | 6   | -   | -   | 12   | -   | 18  |
| 5.   | España     | 2   | -   | 12  | 1    | -   | 15  |

### Femeninos
| Pos. | Ciclista            | Mos | Cal | Mex | 'Tor | Ipo | Pts |
| 1.   | Antonella Bellutti  | 8   | 10  | 7   | 10   | -   | 35  |
| 2.   | Belem Guerrero      | -   | 7   | 10  | -    | -   | 17  |
| 3.   | Anouska van der Zee | -   | -   | 12  | 4    | -   | 16  |
| 4.   | Alayna Burns        | -   | 12  | -   | -    | -   | 12  |
| -    | Frances Newstead    | -   | -   | -   | -    | 12  | 12  |
| -    | Olga Slyusareva     | -   | -   | -   | 12   | -   | 12  |
| -    | Elena Tchalykh      | 12  | -   | -   | -    | -   | 12  |

| Pos. | Ciclista           | Mos | Cal | Mex | 'Tor | Ipo | Pts |
| 1.   | Nancy Contreras    | 6   | 8   | 12  | 3    | -   | 29  |
| 2.   | Félicia Ballanger  | 10  | -   | -   | 12   | -   | 22  |
| 3.   | Lyndelle Higginson | -   | 12  | 10  | -    | -   | 22  |
| 4.   | Katrin Meinke      | -   | -   | -   | 8    | 12  | 20  |
| 5.   | Céline Nivert      | -   | 10  | -   | -    | 10  | 20  |

| Pos. | Ciclista                | Mos | Cal | Mex | 'Tor | Ipo | Pts |
| 1.   | Lyndelle Higginson      | -   | 12  | 12  | -    | -   | 24  |
| 2.   | Félicia Ballanger       | 10  | -   | -   | 12   | -   | 22  |
| 3.   | Tanya Lindenmuth        | -   | 10  | 10  | -    | -   | 20  |
| 4.   | Szilvia Szabolcsi       | -   | -   | 3   | 5    | 10  | 18  |
| 5.   | Natallia Markovnichenko | 8   | -   | -   | 8    | -   | 16  |

| Pos. | Ciclista           | Mos | Cal | Mex | 'Tor | Ipo | Pts |
| 1.   | Antonella Bellutti | 7   | 10  | 12  | 7    | -   | 36  |
| 2.   | Marion Clignet     | 10  | -   | -   | 12   | -   | 22  |
| 3.   | Sarah Ulmer        | -   | 12  | -   | 10   | -   | 22  |
| 4.   | Kathryn Watt       | 5   | -   | 10  | -    | -   | 15  |
| 5.   | María Luisa Calle  | -   | 6   | 7   | -    | -   | 13  |